# Franziska Kinsky von Wchinitz und Tettau
Franziska Kinsky von Wchinitz und Tettau (nome completo in tedesco Franziska de Paula Barbara Romana Bernharda; Vienna, 8 agosto 1813 – Vienna, 5 febbraio 1881) è stata principessa consorte del Liechtenstein dal 1836 al 1858, come moglie di Luigi II.
Servì come reggente dal 1859 al 1860 in nome del figlio Giovanni II.

## Biografia

### Infanzia
Nacque a Vienna l'8 agosto 1813 dal conte Francesco di Paola Giuseppe Kinsky (di Wchinitz e Tettau) e da sua moglie la contessa Teresa Antonia Barbara di Wrbna e Freudenthal.

### Matrimonio
La Contessina sposò nel 1836 il principe Aloisio II del Liechtenstein, divenendone la principessa consorte; servì inoltre da reggente durante la minore età del figlio (Giovanni II), nel 1859-60.

### Morte
La Principessa morì a Vienna il 5 febbraio 1881

## Discendenza
Francesca e Aloisio II, principe del Liechtenstein ebbero:
- Principessa Maria Francesca di Paola Teresa Giuseppa (Vienna, 20 settembre 1834 – Vienna, 1º dicembre 1909), sposò a Vienna il 29 ottobre 1860 il Conte Ferdinando di Trauttmansdorff-Weinsberg (Vienna, 27 giugno 1825 – Schloss Friedau, 12 dicembre 1896), ed ebbe figli;
- Principessa Carolina Maria Giuseppa Walpurgis Nestoria (Vienna, 27 febbraio 1836 – Vienna, 28 marzo 1885), sposò a Vienna il 3 giugno 1855 Alessandro, Principe di Schönburg-Hartenstein (Vienna, 5 marzo 1826 – Vienna, 1º ottobre 1896), ed ebbe figli;
- Principessa Sofia Maria Gabriella Pia (Vienna, 11 luglio 1837 – Schloss Fischhorn, 25 settembre 1899), sposò a Vienna il 4 maggio 1863 come seconda moglie Carlo, VI Principe di Löwenstein-Wertheim-Rosenberg (Haid, 21 maggio 1834 – Colonia, 8 novembre 1921), 1067° Cavaliere dell'Ordine del Toson d'oro in Austria, ed ebbe figli;
- Principessa Aloisia Maria Gabriella Ippolita (Eisgrub, 13 agosto 1838 – Vienna, 17 aprile 1920), sposò a Vienna il 22 maggio 1864 Enrico, Conte di Fünfkirchen (Schloss Fünfkirchen, 25 gennaio 1830 – Vienna, 2 gennaio 1885), senza figli;
- Principessa Ida Maria Lamberta Teresa Francesca di Paola (Eisgrub, 17 settembre 1839 – Libejic, 4 agosto 1921), sposò a Vienna il 4 giugno 1857 Adolfo Giuseppe, VIII Principe di Schwarzenberg (Vienna, 18 marzo 1832 – Libejic, 5 ottobre 1914), 1092° Cavaliere dell'Ordine del Toson d'oro in Austria, ed ebbe figli;
- Giovanni II, Principe del Liechtenstein (1840–1929);
- Principessa Francesca Saveria Maria Davida (Vienna, 30 dicembre 1841 – Vienna, 13 maggio 1858);
- Principessa Enrichetta Maria Norberta (Schloss Liechtenstein bei Mödling, 6 giugno 1843 – Schloss Frauenthal, 24 dicembre 1931), sposò a Vienna il 26 aprile 1865 suo cugino di primo grado il Principe Alfredo del Liechtenstein (1842–1907), ed ebbe figli, che alla fine ereditarono il Principato per linea maschile;
- Principessa Anna Maria Francesca di Paola Leandra (Vienna, 26 febbraio 1846 – Praga, 22 aprile 1924), sposò a Vienna il 22 maggio 1864 Giorgio Cristiano, Principe di Lobkowicz (Vienna, 14 marzo 1835 – Praga, 22 dicembre 1908), 1145° Cavaliere dell'Ordine del Toson d'oro in Austria, ed ebbe figli;
- Principessa Teresa Maria Giuseppa Marta (Castello di Liechtenstein, 28 luglio 1850 – Monaco di Baviera, 13 marzo 1938), sposò a Vienna il 12 aprile 1882 il Principe Arnulf di Baviera (Monaco di Baviera, 6 luglio 1852 – Venezia, 12 novembre 1907), 1035° Cavaliere dell'Ordine del Toson d'oro in Austria, ed ebbe figli;
- Francesco I, Principe del Liechtenstein (1853–1938).

## Ascendenza
|                                                        |                                                |                                                                     | Genitori                                                         |  |  | Nonni |  |  | Bisnonni                                                     |  |  | Trisnonni                                 |  |
|                                                        |                                                |                                                                     |                                                                  |  |  |       |  |  | Francesco di Paola, III Principe Kinsky di Wchinitz e Tettau |  |  | Conte Filippo Kinsky di Wchinitz e Tettau |  |
|                                                        |                                                |                                                                     |                                                                  |  |  |       |  |  | Francesco di Paola, III Principe Kinsky di Wchinitz e Tettau |  |  | Conte Filippo Kinsky di Wchinitz e Tettau |  |
|                                                        |                                                | Contessa Maria Carolina Martinic                                    |                                                                  |  |  |       |  |  | Francesco di Paola, III Principe Kinsky di Wchinitz e Tettau |  |  |                                           |  |
| Giuseppe, IV Principe Kinsky di Wchinitz e Tettau      |                                                |                                                                     |                                                                  |  |  |       |  |  | Francesco di Paola, III Principe Kinsky di Wchinitz e Tettau |  |  |                                           |  |
|                                                        |                                                | Principessa Maria Sidonia di Hohenzollern-Hechingen                 | Conte Germano Federico di Hohenzollern-Hechingen                 |  |  |       |  |  |                                                              |  |  |                                           |  |
|                                                        |                                                | Principessa Maria Sidonia di Hohenzollern-Hechingen                 | Conte Germano Federico di Hohenzollern-Hechingen                 |  |  |       |  |  |                                                              |  |  |                                           |  |
|                                                        |                                                | Principessa Maria Sidonia di Hohenzollern-Hechingen                 | Principessa Maria Giuseppa di Oettingen-Spielberg                |  |  |       |  |  |                                                              |  |  |                                           |  |
| Conte Francesco di Paola Kinsky di Wchinitz e Tettau   |                                                | Principessa Maria Sidonia di Hohenzollern-Hechingen                 |                                                                  |  |  |       |  |  |                                                              |  |  |                                           |  |
|                                                        |                                                | Ferdinando Bonaventura II, Conte di Harrach in Rohrau e Thannhausen | Conte Luigi Tommaso di Harrach in Rohrau e Thannhausen           |  |  |       |  |  |                                                              |  |  |                                           |  |
|                                                        |                                                | Ferdinando Bonaventura II, Conte di Harrach in Rohrau e Thannhausen | Conte Luigi Tommaso di Harrach in Rohrau e Thannhausen           |  |  |       |  |  |                                                              |  |  |                                           |  |
|                                                        |                                                | Ferdinando Bonaventura II, Conte di Harrach in Rohrau e Thannhausen | Contessa Anna Cecilia di Thannhausen                             |  |  |       |  |  |                                                              |  |  |                                           |  |
| Contessa Maria Rosa di Harrach in Rohrau e Thannhausen |                                                | Ferdinando Bonaventura II, Conte di Harrach in Rohrau e Thannhausen |                                                                  |  |  |       |  |  |                                                              |  |  |                                           |  |
|                                                        |                                                | Contessa Maria Rosa di Harrach in Rohrau e Thannhausen              | Conte Federico Augusto di Harrach in Rohrau e Thannhausen        |  |  |       |  |  |                                                              |  |  |                                           |  |
|                                                        |                                                | Contessa Maria Rosa di Harrach in Rohrau e Thannhausen              | Conte Federico Augusto di Harrach in Rohrau e Thannhausen        |  |  |       |  |  |                                                              |  |  |                                           |  |
|                                                        |                                                | Contessa Maria Rosa di Harrach in Rohrau e Thannhausen              | Principessa Maria Eleonora di Liechtenstein                      |  |  |       |  |  |                                                              |  |  |                                           |  |
| Francesca Kinsky di Wchinitz e Tettau                  |                                                | Contessa Maria Rosa di Harrach in Rohrau e Thannhausen              |                                                                  |  |  |       |  |  |                                                              |  |  |                                           |  |
|                                                        | Conde Eugenio Venceslao di Wrbna e Freudenthal | Conte Norberto di Wrbna e Freudenthal                               |                                                                  |  |  |       |  |  |                                                              |  |  |                                           |  |
|                                                        | Conde Eugenio Venceslao di Wrbna e Freudenthal | Conte Norberto di Wrbna e Freudenthal                               |                                                                  |  |  |       |  |  |                                                              |  |  |                                           |  |
|                                                        | Conde Eugenio Venceslao di Wrbna e Freudenthal | Contessa Maria Luigia Kinsky di Wchinitz e Tettau                   |                                                                  |  |  |       |  |  |                                                              |  |  |                                           |  |
| Conte Rudolf von Wrbna und Freudenthal                 | Conde Eugenio Venceslao di Wrbna e Freudenthal |                                                                     |                                                                  |  |  |       |  |  |                                                              |  |  |                                           |  |
|                                                        |                                                | Contessa Maria Teresa Kollonitz di Kollegrád                        | Ladislao Zay, Barone Zay di Csömör, Conte Kollonitz di Kollegrád |  |  |       |  |  |                                                              |  |  |                                           |  |
|                                                        |                                                | Contessa Maria Teresa Kollonitz di Kollegrád                        | Ladislao Zay, Barone Zay di Csömör, Conte Kollonitz di Kollegrád |  |  |       |  |  |                                                              |  |  |                                           |  |
|                                                        |                                                | Contessa Maria Teresa Kollonitz di Kollegrád                        | Condesa María Eleonora Kollonitz di Kollegrád                    |  |  |       |  |  |                                                              |  |  |                                           |  |
| Contessa Teresa Antonia di Wrbna e Freudenthal         |                                                | Contessa Maria Teresa Kollonitz di Kollegrád                        |                                                                  |  |  |       |  |  |                                                              |  |  |                                           |  |
|                                                        |                                                | Dominik Andreas von Kaunitz-Rietberg-Questenberg                    | Wenzel Anton von Kaunitz-Rietberg                                |  |  |       |  |  |                                                              |  |  |                                           |  |
|                                                        |                                                | Dominik Andreas von Kaunitz-Rietberg-Questenberg                    | Wenzel Anton von Kaunitz-Rietberg                                |  |  |       |  |  |                                                              |  |  |                                           |  |
|                                                        |                                                | Dominik Andreas von Kaunitz-Rietberg-Questenberg                    | Contessa Maria Ernestina di Starhemberg                          |  |  |       |  |  |                                                              |  |  |                                           |  |
| Contessa Maria Teresa di Kaunitz-Rietberg-Questenberg  |                                                | Dominik Andreas von Kaunitz-Rietberg-Questenberg                    |                                                                  |  |  |       |  |  |                                                              |  |  |                                           |  |
|                                                        |                                                | Contessa Maria Bernardina di Plettenberg-Wittem                     | Conte Francesco Giuseppe di Plettenberg                          |  |  |       |  |  |                                                              |  |  |                                           |  |
|                                                        |                                                | Contessa Maria Bernardina di Plettenberg-Wittem                     | Conte Francesco Giuseppe di Plettenberg                          |  |  |       |  |  |                                                              |  |  |                                           |  |
|                                                        |                                                | Contessa Maria Bernardina di Plettenberg-Wittem                     | Contessa Maria Luigia di Lamberg                                 |  |  |       |  |  |                                                              |  |  |                                           |  |
|                                                        |                                                | Contessa Maria Bernardina di Plettenberg-Wittem                     |                                                                  |  |  |       |  |  |                                                              |  |  |                                           |  |